# Névrite
Une névrite désigne une lésion inflammatoire d'un nerf, généralement périphérique. On utilisera plus volontiers le terme de neuropathie inflammatoire. Le terme « névrite » est quasiment limité à l'évocation de la « névrite optique ». Il s'agit d'une inflammation du nerf optique qui peut être de plusieurs origines. Le plus fréquemment idiopathique, elle est associée dans 20 % des cas à une sclérose en plaques. La fréquence de cette association justifie la réalisation d'une Imagerie par Résonance Magnétique (IRM) afin d'exclure la présence de lésions typiques de sclérose en plaques.
Des vertiges durant plusieurs jours peuvent signer une névrite vestibulaire, inflammation d'origine indéterminée qui touche l'oreille interne (organe de l'équilibre et/ou appareil de l'audition). Le traitement est à base de corticoïdes. 
Une confusion est possible entre la névrite vestibulaire et la maladie de Menière. Cette dernière se caractérise par des crises récurrentes de vertiges, une sensation physique très similaire à ce qui est ressenti dans un hélicoptère en pleine ascension en rotation rapide avec des va-et-vient de droite à gauche par les yeux. Ces vertiges s'accompagnent de sifflements d'oreille ou d'acouphènes et d'une baisse d'audition, en général d'un seul côté. Dans tous les cas, c'est l'examen clinique qui oriente le médecin vers la demande d'examens complémentaires. En cas de doute, on réalise une IRM pour analyser le cerveau.